# Віл

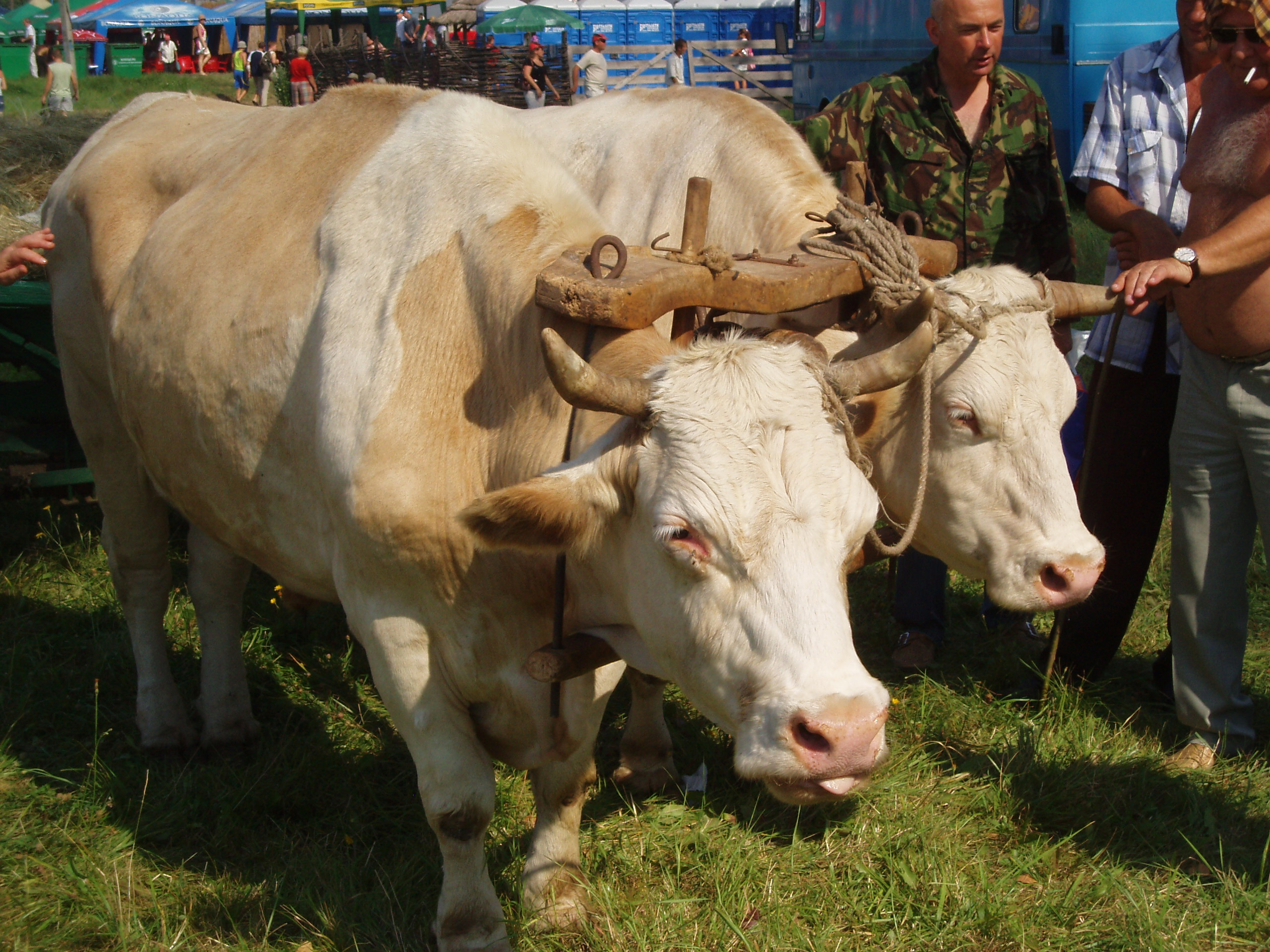
Сучасні українські воли на Сорочинському ярмарку, с.Великі Сорочинці, Полтавська область, Україна, 14 серпня 2008

Сучасні воли, Аквітанія, південь Франції

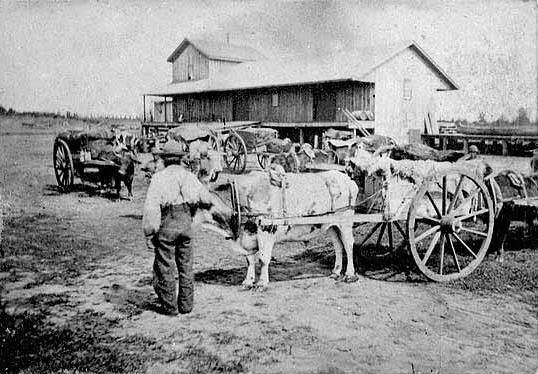
Упряж волів, фото 1860-і рр., Міннесота,США

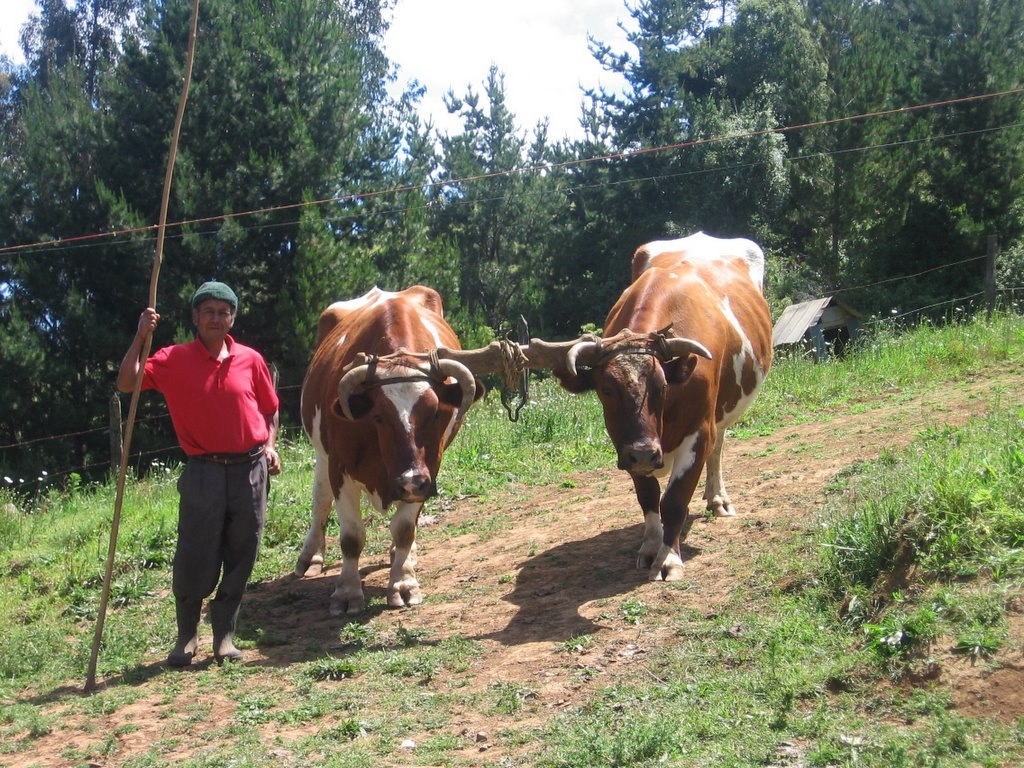
Воли у ярмі, район Карауе (Carahue), Чилі, 2006

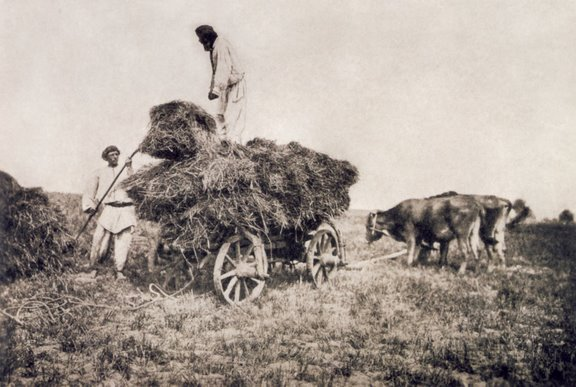
На полі під час возовиці, Волинь, світлина 1890-і рр.

Віл (лат. Bos taurus) — кастрований самець великої рогатої худоби, спеціально призначений для відгодівлі і забою. Раніше волів також використовували для виконання різноманітних господарських завдань, зокрема, їх запрягали у плуг чи вози.

## Продукування волів
Коли говорять про волів, найчастіше ідеться про кастрованих биків. Тільки за допомогою кастрації можна було використовувати набагато більшу по відношенню до самиць робочу силу бика для людських цілей. На відміну від некастрованого бика, воли не агресивні, тому їх можна використовувати у сільському господарстві як упряжних тварин.
Зазвичай кастрація відбувається задовго до статевої зрілості тварин, волів каструють у віці 8-12 місяців. Оскільки внаслідок цього падає виробництво тестостерону яєчок, воли ростуть значно повільніше ніж бики, а також не досягають нормальної величини биків тієї ж самої породи, але мають при цьому більший відсоток м'язової маси.

## Історія використання волів
Віл — це найстаріша приручена в'ючна тварина, звичайно, якщо не брати до уваги собак, яких використовували раніше для перевезення незначних вантажів. Використання волових пар для запряження в плуг відбувалося вже при застосуванні ярма, імовірно, починаючи з середини VI століття до н. е. в Центральній і Східній Європі.
Чимало згадок про волів у Біблії, середньовічних літописах, світовій літературі тощо.
Волів використовують переважно як м'ясну й робочу тварину для фермерських робіт і одержання цінних (підошовних) шкур.
Бичків, призначених для забою на м'ясо, каструють у віці 2—5 місяців і відгодовують (нагулюють) до 1,5—2-річного віку. Забійний вихід бичків-кастратів становить 60 % і більше.
Призначених до роботи волів каструють у віці 8—12 місяців і привчають до роботи з 2-річного віку, запрягаючи парами.
Після 8—9-річного віку волів ставлять на відгодівлю.
У деяких країнах світу, зокрема на Піренеях — в Іспанії (Астурія, Країна Басків, Кантабрія, Галісія тощо) і Португалії, на півдні Франції, в Латинській Америці, Індії тощо, волів продовжують використовувати як упряжних тварин.

## Використання волів в Україні
Через виключну витривалість, працьовитість і відносно сумирну вдачу воли здавна були популярними в Україні.
Волів (разом з кіньми) використовували як тягло. Волами, як і кіньми, орали поле, використовували для багатьох підсобних робіт — наприклад, перевезення сіна.
Широким було транспортне використання волів у степах України. Чумаки до Криму по сіль вирушали саме на волах.
Навіть гній волів мав своє призначення — ішов на удобрювання ланів.
Вдосконалення способів обробітку поля і поява перших машин наприкінці XIX ст. зумовили звуження сфери використання волів українськими селянами. Але оскільки перші трактори були недосконалі і їх бракувало, аж до 1950-х років ще використовували волів.
Вже за сучасності українськими селекціонерами зроблені спроби відновити в повному обсязі породу українських волів, як розведення биків української сірої породи.

## Воли в українській культурі
Віл — одна з найулюбленіших свійських тварин українця, образ якого зустрічаємо як в українському фольклорі, так і професійній культурі.
Про роботящого казали, що він працює як віл, гне шию, як віл у ярмо, а про ледаря, що лиш здатний волам хвости крутити.
Найвідоміші українські народні прислів'я і приказки з використанням образом вола:
- З одного вола сім шкур не деруть
- Горе тобі, воле, коли тебе корова коле
- Ухопив як вола за роги // Бере, як віл на роги
- Як віл злизав  (про пропажу)
- Коли б не хлоп, не віл, — не було б панів
- Волом зайця не здогониш

Найвідоміший твір української класичної літератури з використанням образу вола — «Хіба ревуть воли, як ясла повні?», роман, написаний братами Панасом Мирним та Іваном Біликом у 1875 році.

## Галерея

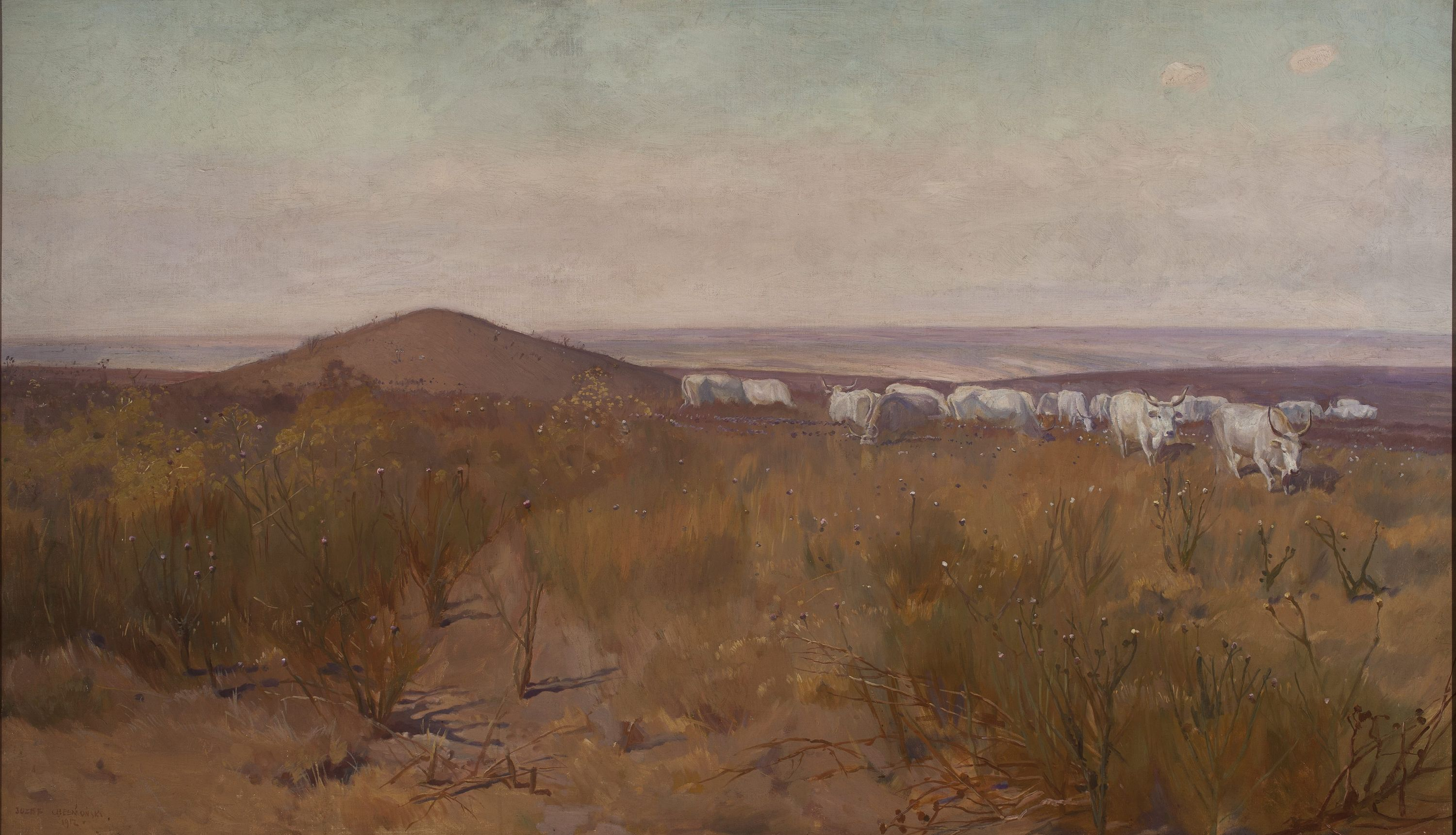
Українські воли. Картина Йозефа Хелмонського
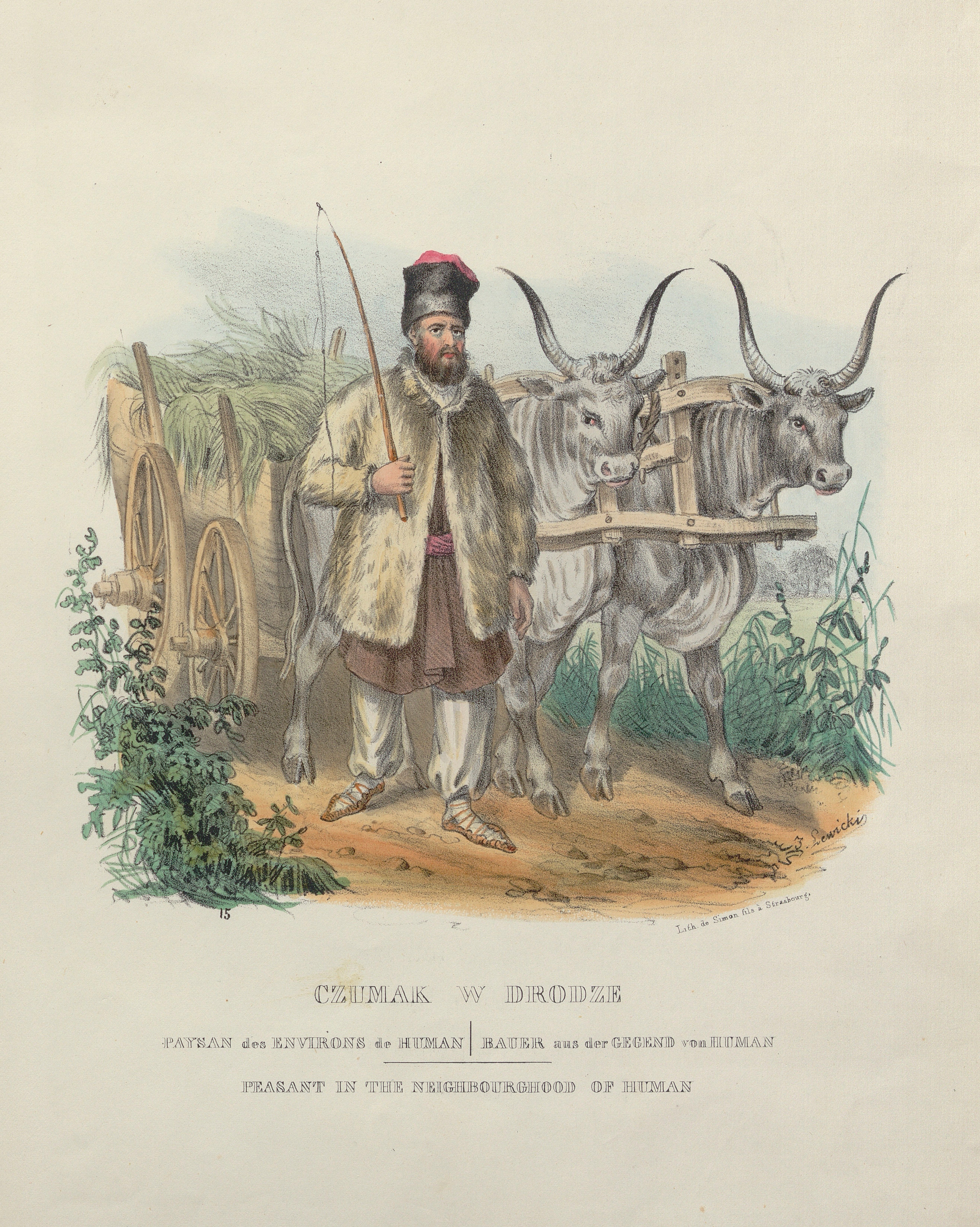
Чумак з волами з околиць Умані, 1841
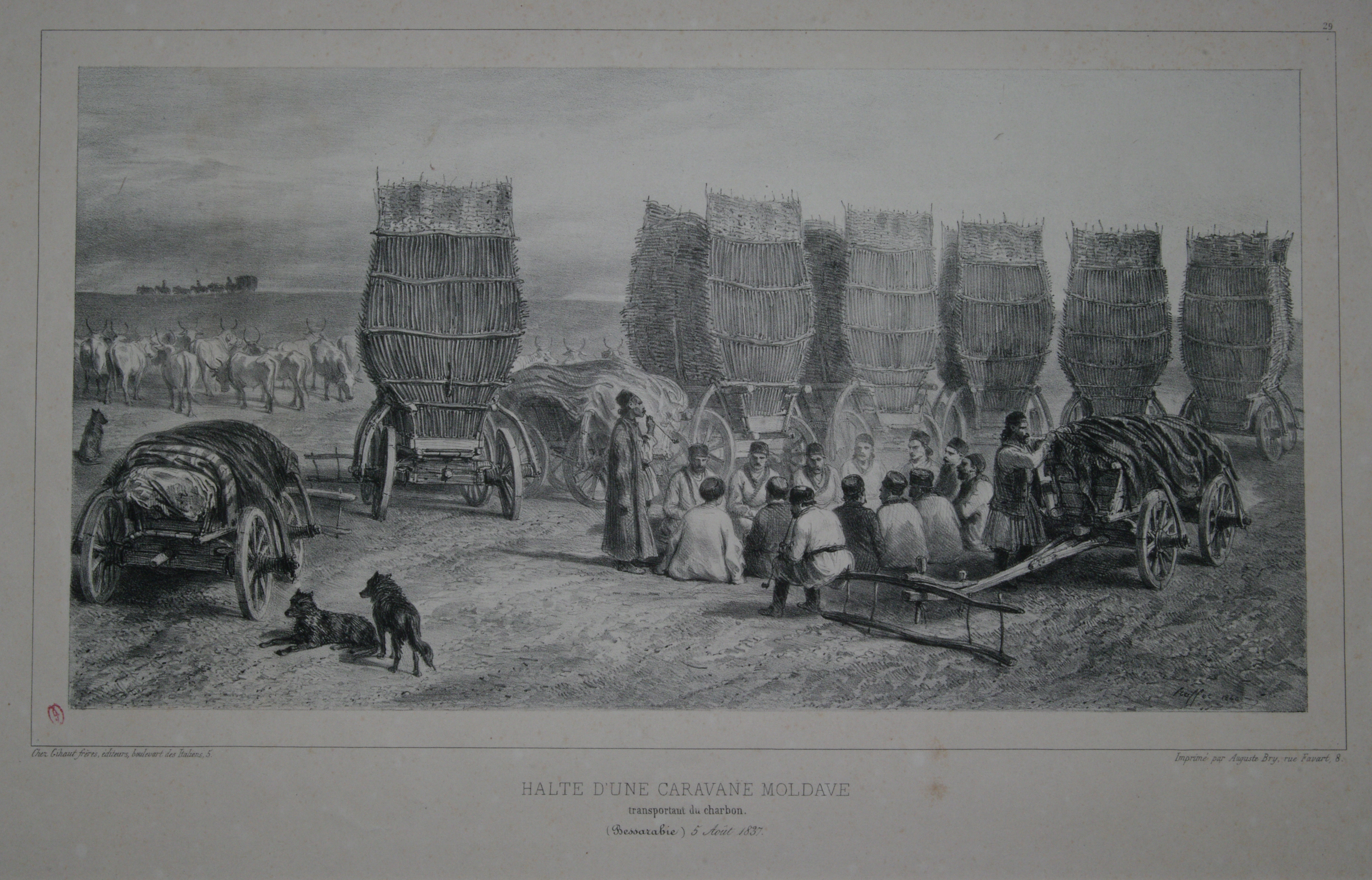
Воли в Бессарабії, 1837
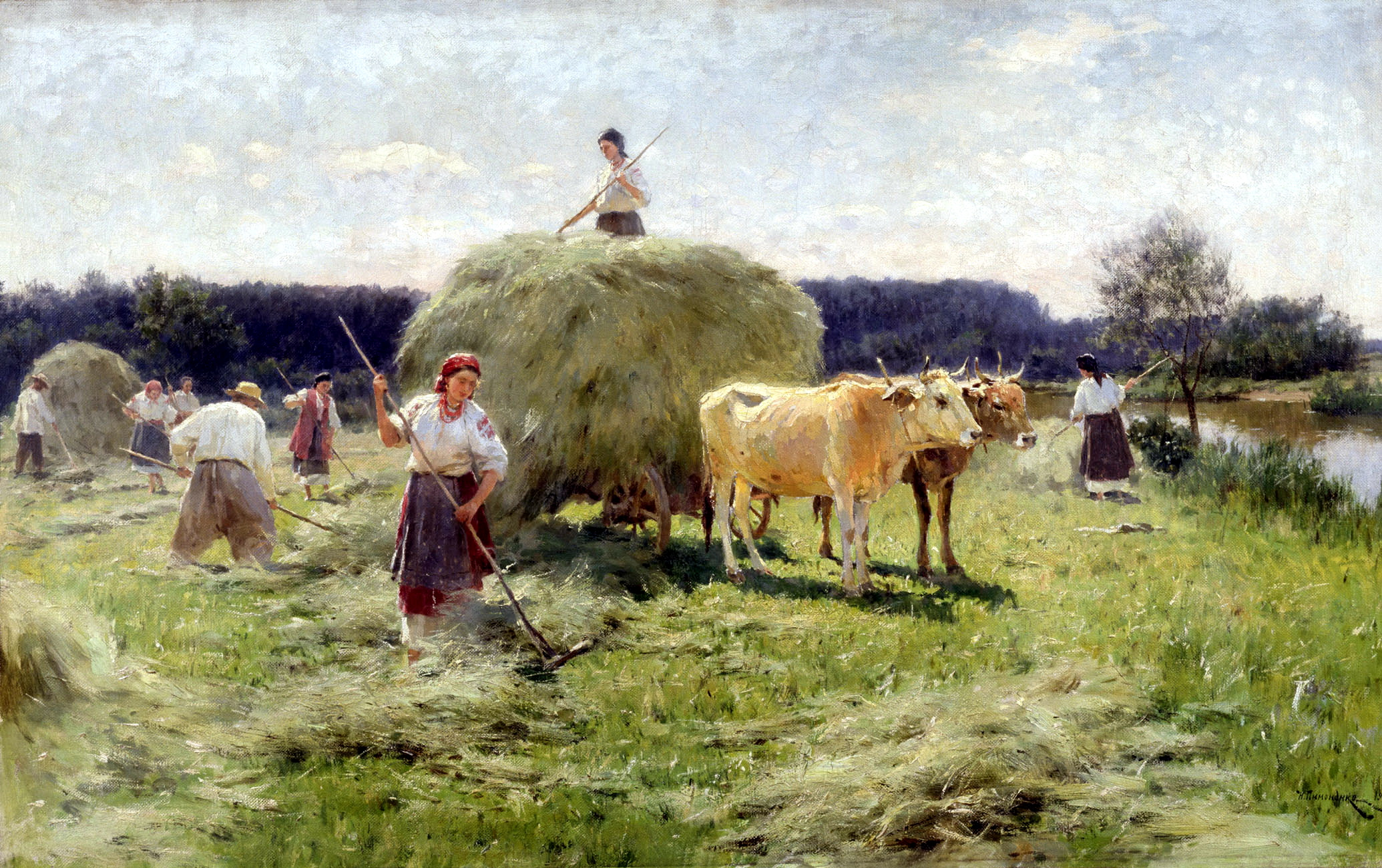
«Сінокіс». Картина Миколи Пимоненка, 1907.

## Виноски
1. ↑  Культура і побут населення України., К.: «Либідь», 1991, стор. 57
2. ↑  Тетяна Опанасенко Гей, воли!.. У 2009 році українські селекціонери повернуть селянам сіру українську корову — ця порода двісті років тому була майже втрачена. [Архівовано 22 грудня 2015 у Wayback Machine.] // «Україна Молода» № 001 за 6 січня 2009 року
3. ↑  Українські прислів'я, приказки і т.ін. (уклав М.Номис), К.: «Либідь», 1993 (1-е вид. у 1864 році)